# Stéphane Audranová
Stéphane Audranová, nepřechýleně Stéphane Audran, rodným jménem Colette Suzanne Dacheville (* 8. listopadu 1932 Versailles, Francie - 27. března 2018) byla francouzská herečka známá rolí v oscarovém snímku Nenápadný půvab buržoazie z roku 1972. Dále se objevila ve filmech Babettina hostina (1987), odbornou kritikou kladně přijatém Velká červená jednička (1980) a kriminálním thrilleru Violette Nozière (1978).

## Herecká kariéra
První výraznější roli získala Stéphane Audran v Chabrolově filmu Bratranci (1959). Poté se objevila ve většině jeho dalších snímků.
Zahrála si také v debutovém projektu Érica Rohmera Liens du Sang, nebo ve snímku Jeana Delannoye La Peau de Torpedo. Nejvíce oceňovaný herecký výkon vyjma Chabrolovy tvorby souvisí s rolí manželky z vyšší třídy Alice Senechalové v Buñuelově surrealistickém dramatu Nenápadný půvab buržoazie (1972). Na plátně se také objevila ve filmech anglické a americké produkce, mezi jinými ve snímku The Black Bird (1975) a televizních seriálech Návrat na Brideshead (1981), Mistral's Daughter (1984) a The Sun Also Rises (1984).

### Ocenění
Stříbrného medvěda pro nejlepší herečku na 18. ročníku Berlínského mezinárodního filmového festivalu získala za postavu ve filmu Lesbičky.
Za výkon v dramatu Violette Nozière (1978) obdržela Césara pro nejlepší herečku ve vedlejší roli a cenu BAFTA pro nejlepší herečku si odnesla za snímky Nenápadný půvab buržoazie a Těsně před nocí (1973).

## Soukromý život
Narodila se v listopadu 1932 ve Versailles u Paříže do rodiny pedagogů. Po dokončení střední školy navštěvovala hodiny herectví u Charlese Dullina a Michela Vitolda. Herecké angažmá získala v roce 1955 v Théâtre Noctambules, přesto se začala dominantně věnovat filmu.
Po krátkém manželství s francouzským hercem Jeanem-Louisem Trintignantem, se v roce 1964 podruhé vdala za francouzského režiséra a scenáristu Clauda Chabrola. Před sňatkem porodila jeho syna Thomase Chabrola (nar. 1963), který se vydal také na hereckou dráhu.

## Filmografie
- 2008 –  Dívka z Monaka
- 2005 –  Bojovnice (TV seriál)
- 2004 –  Sissi (TV film)
  - – Sissi, l'impératrice rebelle (TV film)
- 2002 –  Maurice to zařídí
- 2001 –  Hladová
- 2000 –  Modrý bicykl (TV seriál)
- 1999 –  Le Pique-nique de Lulu Kreutz
  - –  Tchyně
- 1998 –  Madeline
- 1997 –  Dědictví z Las Vegas
  - –  Un printemps de chien (TV film)
- 1996 –  Maximální riziko
  - –  Petit (TV film)
- 1995 –  Au petit Marguery
  - –  Le Fils de Gascogne
- 1994 – L'Évanouie (TV film)
- 1992 –  Betty
  - –  Návrat mrtvých
  - –  Už neplač, má lásko (TV film)
- 1990 – La Messe en si mineur
  - –  TECX (TV seriál)
  - –  Tiché dny v Clichy
- 1989 – Champagne Charlie (TV film)
  - –  Manika, une vie plus tard
  - –  Sons
- 1988 –  Corps z'a corps
  - –  Les Dossiers secrets de l'inspecteur Lavardin (TV seriál)
  - –  Nido del ragno
  - –  Les Saisons du plaisir
- 1987 –  Babettina hostina
  - –  Faceless
  - –  Poor Little Rich Girl: The Barbara Hutton Story (TV film)
- 1986 –  Cikánka
  - –  Suivez mon regard
- 1985 –  Un' Isola (TV film)
  - –  Night Magic
  - –  Poulet au vinaigre
  - –  Ptačí klec 3: Svatba
- 1984 –  Chlapec ze zátoky
  - –  Krev těch druhých
  - –  Mistral's Daughter (TV seriál)
  - –  The Sun Also Rises (TV seriál)
  - –  Les Voleurs de la nuit
- 1983 –  Mortelle randonnée
  - –  La Scarlatine
- 1982 –  Bulvár vrahů
  - –  La Marseillaise (TV film)
  - –  Paradis pour tous
  - –  Šok
- 1981 – Les Affinités électives (TV film)
  - –  Le Beau monde (TV film)
  - –  Coup de torchon
  - –  Le Marteau piqueur (TV film)
  - –  Návrat na Brideshead (TV seriál)
  - –  Les Plouffe
- 1980 –  Le Coeur à l'envers
  - –  Klec bláznů II
  - –  Le Soleil en face
  - –  Velká červená jednička
- 1979 –  Le Gagnant
  - –  Orient-Express (TV seriál)
  - –  Orlí pero
- 1978 –  Bankéři
  - –  Les Liens du sang
  - –  Des Teufels Advokat
  - –  Violette Nozière
- 1977 –  Smrt darebáka
- 1976 –  Chi dice donna, dice donna
- 1975 –  The Black Bird
  - –  Folies bourgeoises
  - –  Hay que matar a B.
- 1974 –  Až tam nezbyl žádný
  - –  Comment réussir... quand on est con et pleurnichard
  - –  Le Cri du coeur
  - –  Vincent, François, Paul a ti druzí...
- 1973 –  Krvavé svatby
  - –  Tatort – Tote Taube in der Beethovenstraße (TV film)
- 1972 –  Nenápadný půvab buržoazie
  - –  The Other Side of the Wind
  - –  Un meurtre est un meurtre
- 1971 –  Aussi loin que l'amour
  - –  Bez motivu
  - –  Juste avant la nuit
- 1970 –  The Lady in the Car with Glasses and a Gun
  - –  La Peau de torpedo
  - –  Roztržka
  - –  Řezník
- 1969 –  Nevěrná žena
- 1968 –  Lesbičky
- 1967 –  Vražedné šampaňské
- 1966 –  Demarkační čára
- 1965 –  Marie-Chantal contre le docteur Kha
  - –  Paříž očima...
- 1964 –  Les Durs à cuire ou Comment supprimer son prochain sans perdre l'appétit
  - –  Le Tigre aime la chair fraiche
- 1963 –  Landru
- 1962 –  L'Oeil du malin
- 1961 –  Les Godelureaux
  - – Saint Tropez Blues
- 1960 –  Bonnes femmes
  - –  Présentation ou Charlotte et son steak
- 1959 –  Bratranci
  - –  Znamení lva
- 1958 – La Bonne tisane
  - –  Milenci z Montparnassu
- 1957 – Le Jeu de la nuit